# پارک فورست ویلیج (پنسیلوانیا)
پارک فورست ویلیج (به انگلیسی: Park Forest Village) یک منطقهٔ مسکونی در ایالات متحده آمریکا است که در شهرستان سنتر، پنسیلوانیا واقع شده‌است. پارک فورست ویلیج ۶٫۳۵ کیلومتر مربع مساحت و ۹٬۶۶۰ نفر جمعیت دارد و ۴۱۱٫۴۹ متر بالاتر از سطح دریا واقع شده‌است.